# Stanisław Kulisz
Stanisław Kostiantynowycz Kulisz, ukr. Станіслав Костянтинович Куліш (ur. 8 lutego 1989 w Dniepropietrowsku) – ukraiński piłkarz, grający na pozycji napastnika.

## Kariera piłkarska

### Kariera klubowa
Wychowanek klubu Dnipro Dniepropetrowsk, barwy którego bronił w juniorskich mistrzostwach Ukrainy (DJuFL). Pierwszy trener Borys Podorożniak i Wołodymyr Kuznecow. W 2007 rozpoczął karierę piłkarską w klubie Dnipro-75 Dniepropetrowsk. W 2010 bronił barw Ełektrometałurh-NZF Nikopol. Latem 2011 został zaproszony do Dnipra Dniepropetrowsk, ale grał przeważnie w drugiej drużynie klubu. Latem 2012 przeszedł do Stali Dnieprodzierżyńsk. W maju 2015 strzelił swojego setnego gola. W czerwcu 2015 podpisał kontrakt z Metalistem Charków, w którym grał do grudnia 2015. W styczniu 2016 przeszedł do FK Ołeksandrija. 20 stycznia 2018 przeniósł się do Weresu Równe. 21 czerwca 2018 przeszedł do SK Dnipro-1. 27 stycznia 2020 przeniósł się do Wołyni Łuck.

## Sukcesy i odznaczenia

### Sukcesy piłkarskie
Stal Dnieprodzierżyńsk
- wicemistrz Ukraińskiej Pierwszej Ligi: 2015
- wicemistrz Ukraińskiej Drugiej Ligi: 2014

### Sukcesy indywidualne
- najlepszy piłkarz Ukraińskiej Pierwszej Ligi: 2014/15
- król strzelców Ukraińskiej Pierwszej Ligi: 2014/15
- król strzelców Ukraińskiej Drugiej Ligi: 2012/13, 2013/14